# 霊山県
霊山県（れいざん-けん）は中華人民共和国広西チワン族自治区欽州市に位置する県。

## 行政区画
- 街道:霊城街道、三海街道
- 鎮:新圩鎮、豊塘鎮、平山鎮、石塘鎮、仏子鎮、平南鎮、煙墩鎮、檀圩鎮、那隆鎮、三隆鎮、陸屋鎮、旧州鎮、太平鎮、沙坪鎮、武利鎮、文利鎮、伯労鎮